# 769
Cette page concerne l'année 769  du calendrier julien. Pour l'année 769 av. J.-C., voir 769 av. J.-C.
L'année 769 est une année commune qui commence un dimanche.

## Événements

### Europe
- 1er avril, Empire byzantin : Eudocie, épouse de Constantin V est proclamée Augusta[1].
- 2 avril : 
  - Christophoros et Nicéphoros, fils aînés de Constantin V par son troisième mariage, sont faits Césars, et leur frère Nicétas, Nobellissime[1].
  - Charlemagne célèbre les fêtes de Pâques à Rouen[2].
- 12 avril[3] : lors du concile de Latran à Rome l'élection du pape est retirée aux laïcs. Le concile annule les actes de l'antipape Constantin II et condamne l’iconoclasme.
- Mai : Charlemagne réunit un plaid près d'Angoulême, certainement à Mornac.
  - Révolte d’Hunald II d’Aquitaine qui oppose Charlemagne et Carloman. Charles intervient immédiatement et réunit ses forces à Angoulême. Hunald s’enfuit auprès de Loup II, duc de Vasconie. Charles exige de Loup que Hunald lui soit livré et entreprend la construction du château Fronsac sur la Dordogne. Lupus, épouvanté, lui livre Hunald et sa femme et se soumet à l’autorité de Charles[4].
  - Sur le chemin du retour, Charlemagne aurait fondé abbaye Saint-Étienne de Baignes et l'abbaye Saint-Pierre de Brantôme. Il est à Angeac en juillet[5].
- 17 décembre : le basileus Léon le Khazar épouse Irène, une Athénienne[1].
- Troubles païens en Carantanie (future Carinthie) à la mort d'Hotimir. Tassilon III de Bavière doit intervenir pour introniser le nouveau prince. Il envoie de nouveaux missionnaires et fonde un monastère à Innichen[6].

### Proche-Orient
- Été : les Arabes abbassides envahissent le thème des Arméniaques et assiègent Sergius à Camacha ou Camachum en Cilicie[1].
- Reprise de Germanicea et de Samosate aux Byzantins par les Arabes, dont les habitants arméniens sont déportés[7]. Expédition byzantine qui reprend Samosate.

## Naissances en 769
- Pépin le Bossu, premier enfant de Charlemagne

## Décès en 769
- Alexandre Benard, premier de son nom 